# Transportul cu microbuze în Republica Moldova

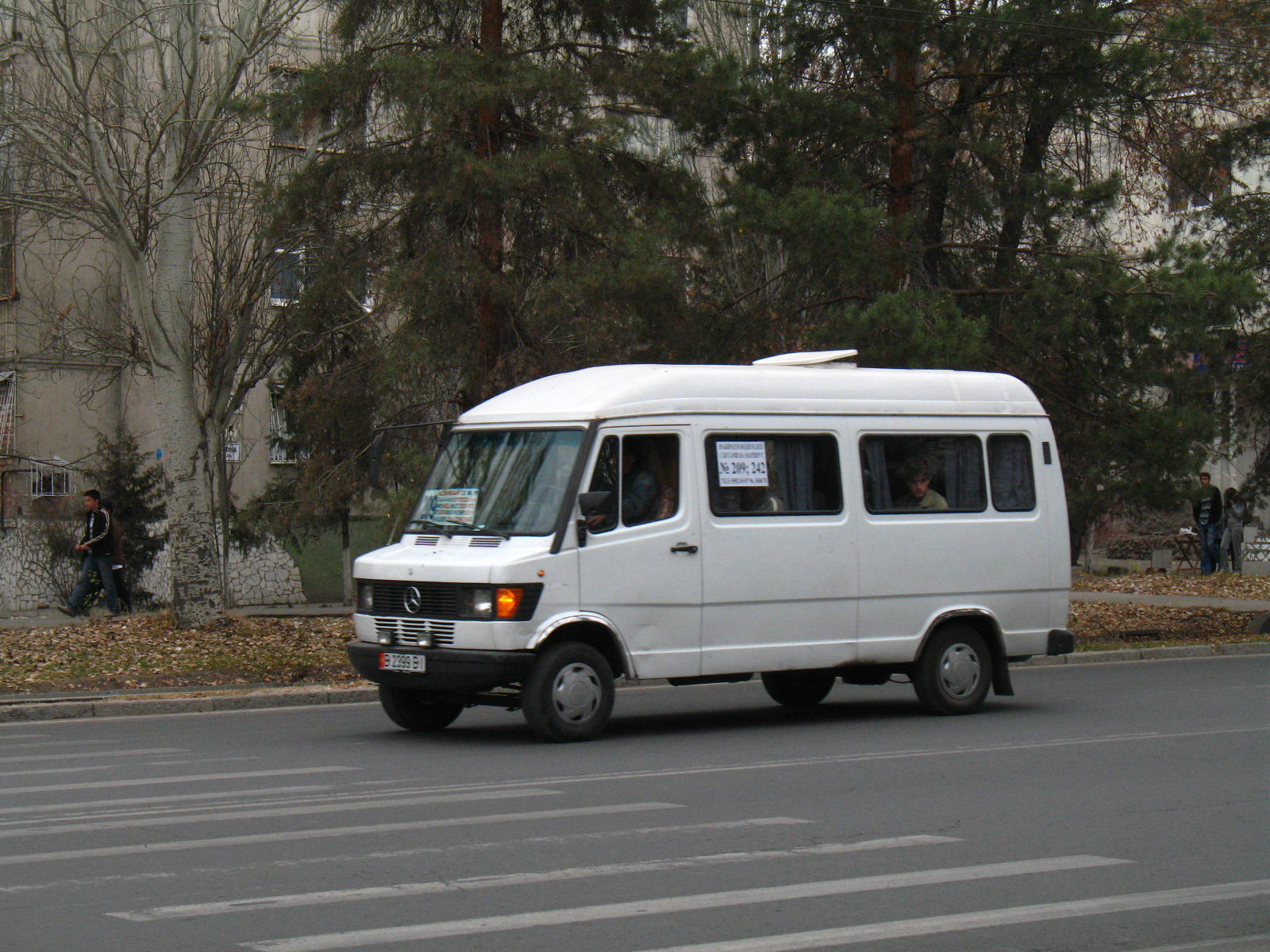
Microbuz

Vezi: Transportul în Republica Moldova
Transportul cu microbuze în Republica Moldova funcționează de-a lungul unor rute fixe atât între localități (transportul interurban), cât în cadrul orașelor, realizând legătura dintre cartiere. Colocvial i se spune rutieră, fiind un calc semantic din rusă – маршрутка [marșutka] (маршрутное такси = maxi-taxi).
În orașe, traseul fiecărei rutiere are un anumit număr, la fel ca la autobuze sau troleibuze. De exemplu, rutiera 191 din Chișinău are traseul Ciocana – Spitalul Căii Ferate. Rutierele sunt foarte populare în orașele din Republica Moldova și au fost introduse în 1981. Există planuri de a fi eliminate treptat aceste microbuze.

## Linii de microbuze din Chișinău
Sistemul de microbuze este constituit din 47 de linii, care acoperă parțial orașul (inclusiv aproximativ toate suburbiile municipiului Chișinău).
| Linie | Rută                                                                                     |                                                                                |
| ----- | ---------------------------------------------------------------------------------------- | ------------------------------------------------------------------------------ |
| 101   | or. Durlești (str. Caucaz) – bd. Traian                                                  |                                                                                |
| 103   | str. Liviu Deleanu – satul Dumbrava (str. Ioan Botezătorul)                              | conexiune cu Gara feroviară                                                    |
| 106   | Piața Dimitrie Cantemir – satul Ghidighici (Sărături)                                    |                                                                                |
| 108   | or. Codru (str. Sihastrului) – str. Mesager                                              | conexiune cu Gara feroviară                                                    |
| 112   | str. Studenților – str. Constantin Vârnav                                                | conexiune cu Gara feroviară                                                    |
| 113   | str. Mihail Sadoveanu – magazinul METRO-2                                                | conexiune cu Gara de Nord conexiune cu Gara Centru                             |
| 116   | str. Sarmizegetusa – str. Pietrarilor                                                    |                                                                                |
| 118   | or. Sângera – str. Ismail                                                                | conexiune cu Gara feroviară                                                    |
| 119   | str. Arheolog Ion Casian-Suruceanu – str. Studenților                                    | conexiune cu Gara feroviară conexiune cu Gara de Nord                          |
| 120   | str. Sfânta Vinere – șos. Muncești                                                       | conexiune cu Gara de Sud conexiune cu Gara feroviară                           |
| 121   | com. Bubuieci (str. Ștefan cel Mare) – str. Liviu Deleanu                                |                                                                                |
| 123   | str. Bucovinei (Centrul de Agrement "Megapolis Mall") – str. Pietrăriei                  |                                                                                |
| 124   | or. Durlești (str. Tudor Vladimirescu) – șos. Hâncești – or. Durlești (str. Ștefan Vodă) | conexiune cu Gara de Sud                                                       |
| 125   | or. Durlești (str. Nicolae Testimițeanu) – or. Codru (str. N. Turghenev)                 |                                                                                |
| 130   | or. Vadul lui Vodă (Plaja) – str. Bulgară                                                |                                                                                |
| 131   | or. Vadul lui Vodă (Plaja) – str. Bulgară                                                |                                                                                |
| 132   | str. Doina (Cimitirul "Sf. Lazăr") – str. Bulgară                                        |                                                                                |
| 134   | str. Doina – str. Bulgară                                                                |                                                                                |
| 135   | sat. Trușeni (str. 31 August) – str. Cetatea Albă                                        | conexiune cu Gara feroviară                                                    |
| 136   | or. Vatra (str. Ștefan Vodă) – str. Bulgară                                              |                                                                                |
| 138   | str. 31 august 1989 – com. Bubuieci (str. Grigore Vieru)                                 | conexiune cu Gara de Nord                                                      |
| 140   | com. Stăuceni (str. Botoșani) – str. Bucovinei (Centrul de Agrement "Megapolis Mall")    |                                                                                |
| 145   | str. Alba-Iulia – șos. Balcani (vile, răscrucea spre satul Suruceni)                     |                                                                                |
| 148   | com. Ciorescu – str. Bulgară                                                             | conexiune cu Gara Centru                                                       |
| 151   | sat. Cheltuitori – com. Tohatin – str. Meșterul Manole                                   |                                                                                |
| 152   | or. Cricova (Întovărășirea "Livada Fermecată") – str. Bulgară                            | conexiune cu Gara Centru                                                       |
| 154   | str. Grenoble (Dispeceratul PUA) – str. Mircești (Universitatea Agrară)                  |                                                                                |
| 157   | com. Floreni (calea ferată) – bd. Iurii Gagarin                                          | conexiune cu Gara feroviară                                                    |
| 159   | str. Meșterul Manole – com. Budești (str. Chișinăului)                                   |                                                                                |
| 162   | str. Doina (Cimitirul "Sf. Lazăr") – str. Bulgară                                        |                                                                                |
| 165   | str. Ismail – Aeroportul Internațional din Chișinău                                      | conexiune cu Gara feroviară conexiune cu Aeroportul Internațional din Chișinău |
| 166   | str. Bucovinei (Centrul de Agrement "Megapolis Mall") – str. Grădina Botanică            | conexiune cu Gara feroviară                                                    |
| 169   | or. Codru (str. Potârnichii) – str. Maria Drăgan                                         | conexiune cu Gara de Nord                                                      |
| 171   | or. Vatra (zona de odihnă) – str. Salcâmilor                                             | conexiune cu Gara feroviară                                                    |
| 172   | str. Alba-Iulia – str. Varnița                                                           | conexiune cu Gara de Nord                                                      |
| 173   | or. Codru (str. Nikolai Turghenev) – Gara Auto Nord                                      | conexiune cu Gara de Nord                                                      |
| 174   | str. Gheorghe Codreanu – str. Pădurii                                                    | conexiune cu Gara feroviară                                                    |
| 175   | str. Bacioii Noi – str. Armenească                                                       |                                                                                |
| 178   | or. Codru (str. Schinoasa Deal) – Gara Auto Nord                                         | conexiune cu Gara de Nord                                                      |
| 184   | str. Constructorilor – str. Independenței                                                | conexiune cu Gara de Nord conexiune cu Gara feroviară                          |
| 185   | str. Pietrarilor – str. Alba-Iulia                                                       |                                                                                |
| 186   | sat. Grătiești – șos. Hâncești (Schinoasa-2)                                             | conexiune cu Gara de Nord conexiune cu Gara de Sud                             |
| 188   | bd. Traian – str. Mihai Viteazul                                                         | rută circulară conexiune cu Gara feroviară                                     |
| 189   | str. Ceucari – str. Gheorghe Cașu                                                        |                                                                                |
| 190   | com. Stăuceni (str. Grătiești) – Gara Auto Sud-Vest                                      | conexiune cu Gara de Sud                                                       |
| 191   | str. Bucovinei (Centrul de Agrement "Megapolis Mall") – str. Gheorghe Cașu               | conexiune cu Gara de Nord                                                      |
| 192   | str. Mihai Viteazul (magazinul "Orhei") – Gara Auto Sud-Vest                             | conexiune cu Gara de Sud                                                       |